# Gia Hội (xã)
Gia Hội là một xã thuộc huyện Văn Chấn, tỉnh Yên Bái, Việt Nam.
Xã Gia Hội có diện tích 38,04 km², dân số năm 2019 là 5.951 người, mật độ dân số đạt 156 người/km².